# دوروتی کاکس
دوروتی هانا کاکس (۱۸۹۲–۱۹۷۷) باستان‌شناس و جاسوس آمریکایی بود که به خاطر فعالیت‌هایش در حفاری و سکه‌شناسی و همچنین مشارکتش در جاسوسی در دوران جنگ جهانی دوم شناخته می‌شود.

## اوایل زندگی و تحصیلات
دوروتی هانا کاکس در سال ۱۸۹۲ زاده شد. او دختر لوئیس جی. کاکس و خواهر مخترع و تاجر آمریکایی، فرانک کاکس بود. او تحصیلات کارشناسی خود را در کالج برین مار در سال ۱۹۱۴ به پایان رساند و مدرک کارشناسی ارشد خود را در رشته معماری از دانشگاه کلمبیا دریافت کرد. او به زبان‌های فرانسوی، ترکی و یونانی مسلط بود و در دوران جنگ جهانی اول به عنوان پرستار خدمت کرد.

## حرفه باستان‌شناسی
کاکس در حفاری‌های هتی گلدمن در شهرهای باستانی یونان، اوتریس و کولوفون از سال ۱۹۲۴ تا ۱۹۲۷ به‌عنوان معمار و سرپرست خندق فعالیت داشت. این دو به‌طور مشترک نقشه معماری متروون در کولوفون را ثبت کردند. کاکس همچنین به جی. پی. هارلند در پردازش یافته‌های باستان‌شناسی و تهیه نقشه‌های دقیق معماری در تسونگیزا، یک محوطه عصر برنز پسین در یونان، کمک کرد. او از ۱۹۳۴ تا ۱۹۳۹ بار دیگر با گلدمن در حفاری‌هایش در طرسوس، ترکیه همکاری داشت. در طول زندگی‌اش، کاکس چندین اثر در زمینه سکه‌شناسی، سفال و یافته‌های حفاری‌های خود تألیف کرد.

## جاسوسی در جنگ جهانی دوم
در آغاز جنگ جهانی دوم، کاکس توسط دفتر خدمات استراتژیک (OSS) برای پیوستن به بخش یونانی این سازمان که تحت رهبری رادنی یانگ، باستان‌شناس آمریکایی و رهبر عملیات جاسوسی، اداره می‌شد، انتخاب شد. یانگ کاکس را به دلیل قابل اعتماد بودن و همکاری مؤثر، و همچنین به دلیل کیفیت کارش که با مردان انتخاب‌شده برای عملیات برابری می‌کرد، توصیه کرد. برای آماده‌سازی این مأموریت، کاکس در مهارت‌های مربوط به جاسوسی میدانی از جمله ارتباطات مخفی، رمزنگاری، شناسایی تجهیزات نظامی آلمان و ایالات متحده، تفسیر و تهیه گزارش‌های اطلاعاتی، و آموزش‌های مربوط به سلاح گرم آموزش دید. همکارانش در دفتر خدمات استراتژیک او را با اسم رمز «هیرام» می‌شناختند.
رئیس بریتانیایی امداد و بازسازی خاورمیانه به کاکس توصیه کرد که در قاهره بماند و گفت که تنها در صورتی می‌تواند مفید باشد که تحت نظر او در مصر کار کند. با این حال، او این توصیه را نادیده گرفت و به ازمیر سفر کرد، جایی که عملیات اطلاعاتی مستقلی را بدون دخالت بریتانیا راه‌اندازی کرد. در ازمیر، او گزارش‌هایی را درباره فعالیت‌های سربازان دشمن که فرار کرده بودند، پناهندگان یونانی و عوامل ویژه‌ای که در ترکیه سر درآورده بودند، به مقامات مافوق و همکارانش در قاهره، واشینگتن، دی.سی. و دفتر اطلاعات نیروی دریایی ارسال کرد.
کاکس در ترکیه تحت پوشش یک امدادگر غیرنظامی در انجمن امداد جنگ یونان فعالیت می‌کرد و با پناهندگان در شبه‌جزیره سینا، حلب و بیروت مصاحبه می‌کرد. موقعیت او این امکان را فراهم می‌کرد که از منابع سازمان‌هایی مانند صلیب سرخ استفاده کند. کاکس که از هواداران جبهه آزادی‌بخش ملی (یونان) بود، به چریک‌های چپ‌گرای یونانی کمک می‌کرد و در ازای دریافت اطلاعات، پول، غذا و تدارکات در اختیارشان قرار می‌داد. او معتقد بود که «هیچ‌کس جز ابرمردان یا ابلهان مطلق نمی‌تواند بی‌طرف باشد». موقعیت او این امکان را فراهم کرد که اطلاعاتی درباره شرایط داخل یونان جمع‌آوری کند و از مقامات ترک برای به‌دست آوردن اطلاعات بیشتر استفاده کند. کاکس بازگو کرده است که «به‌عنوان نماینده انجمن امداد جنگ یونان، [چریک‌ها] برای دریافت لباس، غذا و دارو نزد من می‌آمدند. در ازای آن، اطلاعات می‌دادند».
او به‌دلیل جسارت، تیزبینی و توانایی‌اش در کسب اطلاعات از افراد، شهرت یافت. با وجود کارآمدی‌اش به‌عنوان یک جاسوس، کاکس تنها حقوق یک منشی را دریافت می‌کرد و بارها از سوی مقامات مافوقش در واشینگتن، دی.سی. از دریافت تجهیزات و پشتیبانی محروم شد.

## زندگی بعدی و مرگ
پس از پایان جنگ در ۱۹۴۵، کاکس به ایالات متحده بازگشت و به‌عنوان متصدی سکه‌های دانشگاه ییل منصوب شد. در دهه‌های ۱۹۵۰ و ۱۹۶۰، او با برخی از همکاران سابق خود در دفتر خدمات استراتژیک برای حفاری‌هایی در گوردیوم، ترکیه و بلخ، افغانستان همکاری کرد. او در سال ۱۹۷۷ درگذشت.